# Marie Melita zu Hohenlohe-Langenburg

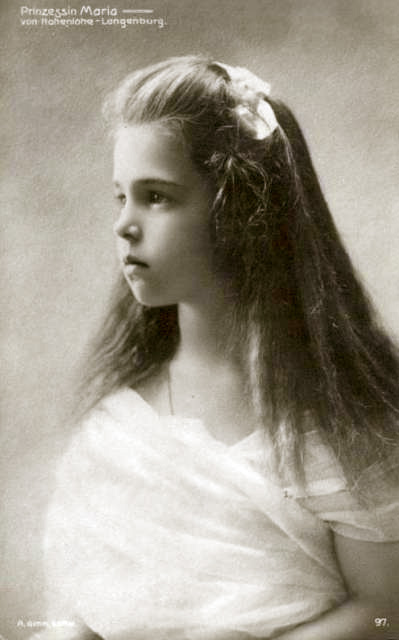
Marie Melita zu Hohenlohe-Langenburg

Maria Melita Leopoldine Viktoria Alexandra Sophie zu Hohenlohe-Langenburg (Langenburg, 18 januari 1899 — München, 8 november 1967) was een prinses uit het Huis Hohenlohe. 
Zij was het tweede kind en de oudste dochter van Ernst zu Hohenlohe-Langenburg en diens vrouw Alexandra van Saksen-Coburg en Gotha, een kleindochter van koningin Victoria van Engeland.
Zelf trouwde ze op 15 februari 1916 met Willem Frederik van Sleeswijk-Holstein-Sonderburg-Glücksburg. Het paar kreeg de volgende kinderen: 
- Hans Albrecht (1917-1944)
- Willem Alfred (1919-1926)
- Frederik Ernst Peter (1922-1980)
- Marie Alexandra (1927-2000)